# Economía de Corea del Sur
Corea del Sur experimentó una transformación económica entre los años 1975 y 1999. En ese período, la agricultura pasó de ocupar el 45,7 % de la población activa al 11,6 % y actualmente representa solo el 3,0 % del PIB. Tras la guerra de Corea, las inversiones norteamericanas y japonesas, hábilmente dirigidas por el Gobierno coreano hacia sectores estratégicos, permitieron un despegue económico que ha llevado al país a superar a países como España en PIB en términos de PPA. Hoy en día, Corea del Sur es la 10.º economía más grande (por PIB PPA) en el mundo, y está clasificado como país desarrollado por la ONU, el Banco Mundial y el Fondo Monetario Internacional (FMI).
La ganadería se consagra a las cabañas bovina y porcina, además de unas desarrolladas avicultura y cría de gusanos de seda. La pesca —localizada en los puertos de Busan, Mokpo e Incheon— y la industria maderera y del papel sitúan al país entre los proveedores mundiales. Aunque los recursos minerales son escasos, el grafito y el zinc son las materias más abundantes...

## Historia de Corea
Con el golpe del general Park Chung-Hee en 1961, comenzó una política económica proteccionista, impulsando a una burguesía que se desarrolló a la sombra del Estado para reactivar el mercado interno. Para impulsar el desarrollo, se aplicó una política de industrialización por sustitución de importaciones, cerrando el ingreso al país de toda clase de productos extranjeros, salvo materias primas. Tampoco recurrieron a inversión extranjera. Se hizo una reforma agraria con expropiación sin indemnización de latifundios japoneses. El general Park nacionalizó el sistema financiero para engrosar el poderoso brazo estatal, cuya intervención en la economía fue a través de planes quinquenales.
La punta de lanza fueron los chaeboles, esos conglomerados familiares diversificados como Hyundai, Samsung y LG Corporation, que recibían incentivos estatales como desgravaciones impositivas, legalidad para su sistema de hiperexplotación y financiamiento barato o gratuito: la banca estatal facilitó la planificación de préstamos concentrados por rubro según cada plan quinquenal, y por grupo económico seleccionado para liderarlo. 
Hasta 1961, Corea del Sur recibió en carácter de donación 3100 millones de dólares por parte de Estados Unidos, una cifra muy alta para la época, un privilegio por estar en la frontera más caliente de la Guerra Fría. Esta política de apoyo económico y militar extranjero siguió durante décadas 
Muchos de quienes fueron la fuerza laboral de la economía de Corea del Sur trabajando en condiciones cercanas a la esclavitud en los años 50 y 60, llegaron a la vejez en la miseria, dado que recién en los años 80 se creó un régimen jubilatorio.Tanta hiperproducción y explotación generaron la tasa de suicidios más alta del mundo desarrollado (28,1 por cada 100.000 habitantes). En 1980, la semana laboral era la más larga del mundo.

## Actualidad
El crecimiento económico de Corea del Sur durante los últimos 30 años ha sido espectacular. El PIB per cápita, que era de sólo 100 dólares EE. UU. en 1963, alcanzó casi los 9.800 dólares EE. UU. en 2002. En los años sesenta y ochenta, Corea del Sur siguió una política económica proteccionista. La mayoría de los productos importados están prohibidos, el sistema financiero se nacionaliza, se adoptan planes quinquenales, el gobierno toma muy poco dinero prestado y no se fomenta la inversión extranjera. La reforma agraria condujo a la expropiación de grandes propiedades japonesas sin compensación y la tierra se dividió en pequeñas parcelas. Sin embargo, los agricultores estaban legalmente obligados a vender sus productos a precios bajos, dejándolos en la pobreza.
Debido al contexto de la Guerra Fría y su ubicación geográfica, Corea del Sur fue particularmente favorecida por Estados Unidos, que le otorgó una fuerte ayuda económica anual. La punta de lanza de la política gubernamental fue la creación del chaebol; estos conglomerados familiares (Hyundai, Samsung, LG, etc.) se beneficiaron de subsidios públicos, protección de la competencia internacional, tierras puestas a su disposición, baja tributación y reglas específicas. El gobierno no reconoce salario mínimo ni vacaciones semanales, y la jornada laboral es de 12 horas. Además, están prohibidos los sindicatos y las huelgas. En la década de 1980, la semana laboral de un trabajador surcoreano era la más larga del mundo.
A veces se considera que los chaebol son "colosos con pies de barro"; sobreendeudados, sobreviven sólo con el apoyo inquebrantable del sistema bancario y del gobierno. Esta colusión entre empresas, gobiernos y altos funcionarios ha generado un altísimo nivel de corrupción. Así, el general Roh Tae-woo (en el poder de 1988 a 1993) recibió $ 650 millones en sobornos y el escándalo Choi Soon-sil provocó el colapso del gobierno en 2016. Además, los chaebol se ven obstaculizados por su dependencia tecnológica de países extranjeros, lo que practiquen una política sistemática de espionaje tecnológico e industrial.
El éxito económico del país se debe a un sistema de estrechos vínculos desarrollados entre el gobierno y el sector privado, que incluye crédito facilitado, restricciones a las importaciones, subsidios a ciertos sectores e incentivos para trabajar. Las reformas comenzaron en la década de 1960, con Park Chunghee, quien practicó reformas económicas con énfasis en la exportación y el desarrollo de industrias ligeras. El gobierno también promovió la reforma financiera, el ajuste de las instituciones e introdujo planes económicos flexibles. En la década de 1970, Corea del Sur comenzó a asignar recursos a la industria pesada y la industria química, así como a las industrias electrónica y automotriz. La industria continuó su rápido desarrollo en la década de 1980 y principios de la década siguiente. P.

## Comercio exterior
En 2020, el país fue el séptimo mayor exportador del mundo (US $ 542,3 millones en bienes, 2,9% del total mundial). En la suma de bienes y servicios exportados, alcanza los 669,5 mil millones de dólares y se ubica en el octavo lugar a nivel mundial. En importaciones, en 2019, fue el octavo mayor importador del mundo: US $ 503,2 mil millones.

## Sector primario

### Agricultura
Corea del Sur produjo en 2018:

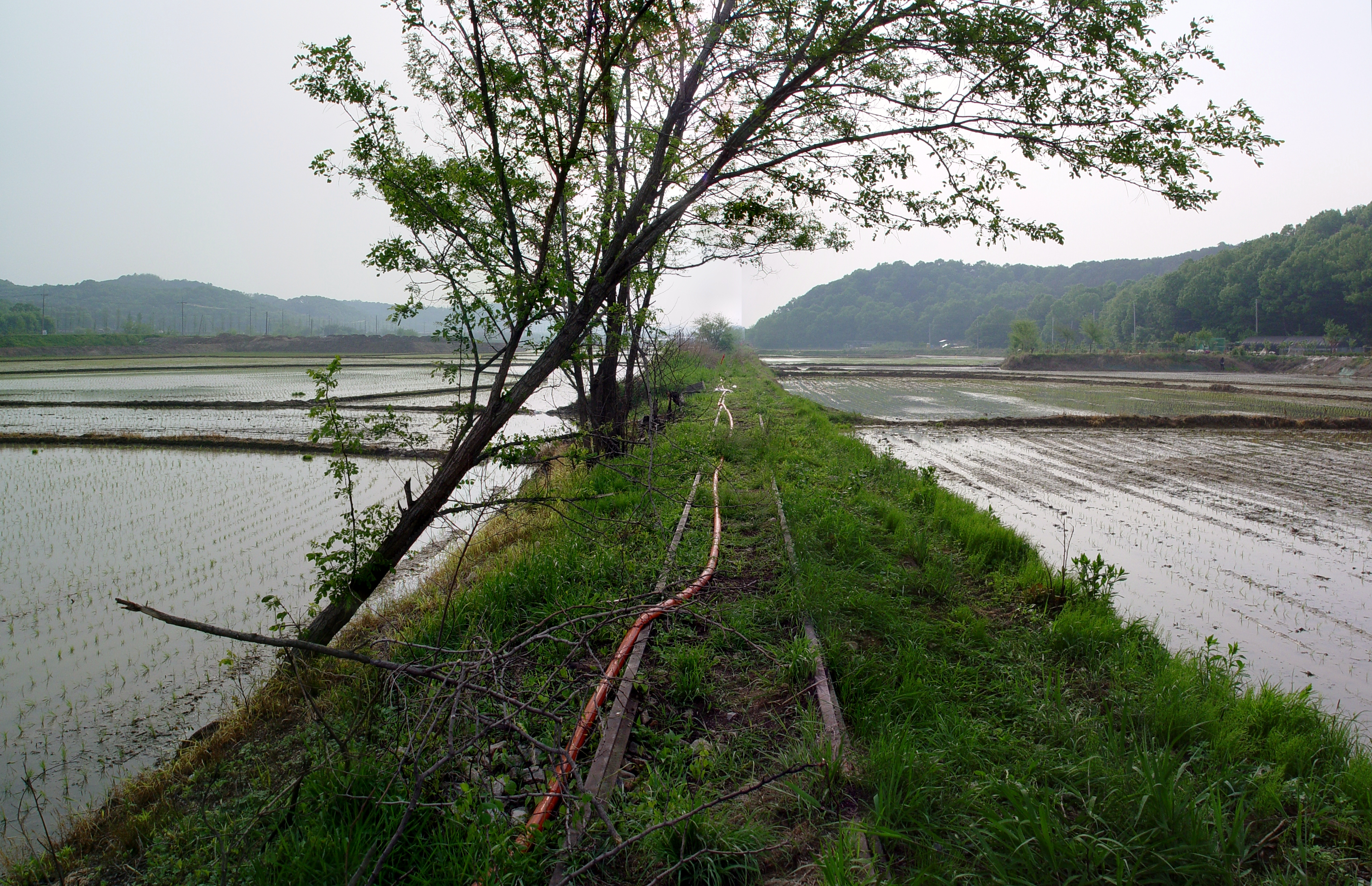
Campos de arroz en Yacheon-ri

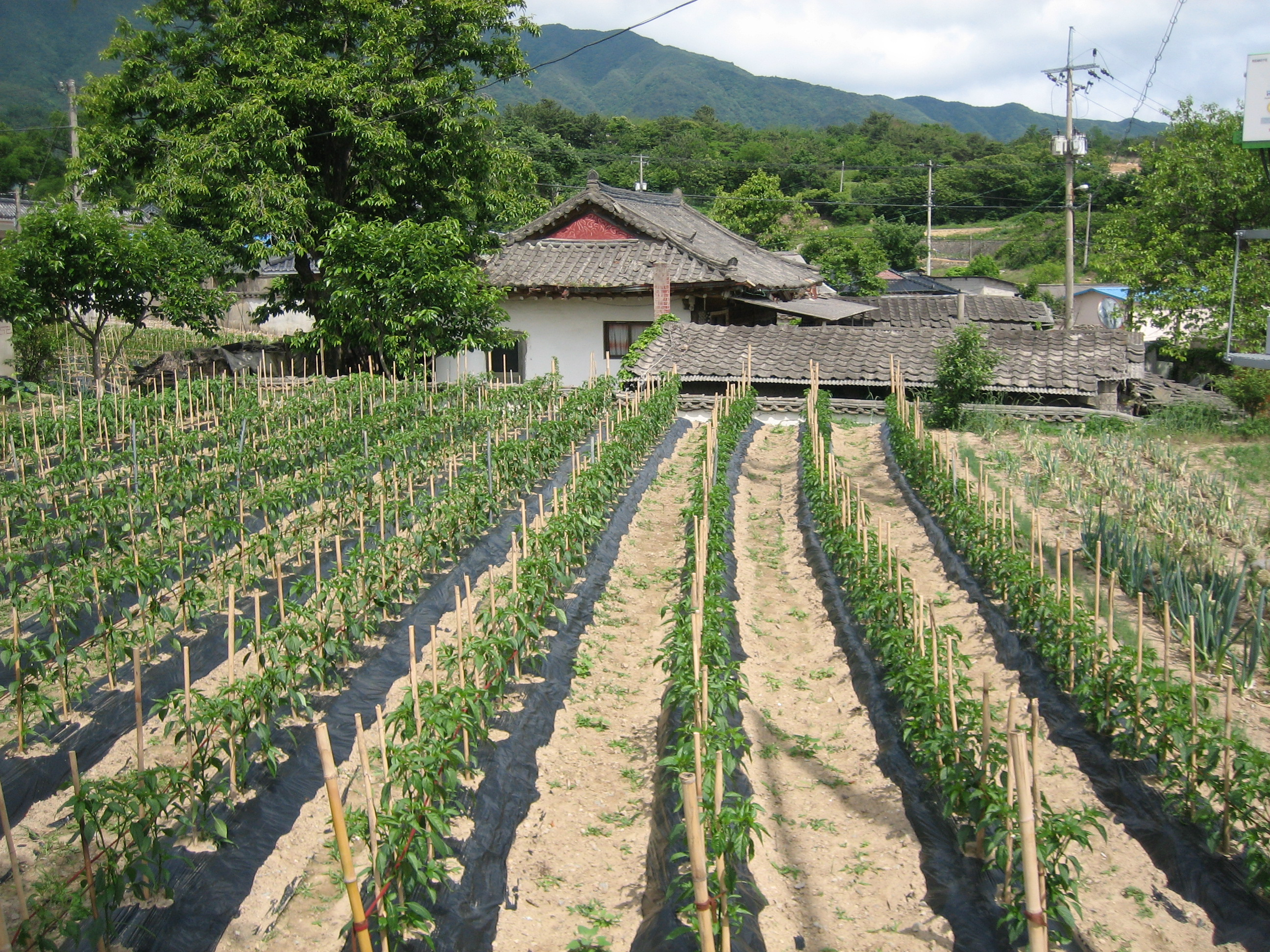
Verduras en Gyeongju

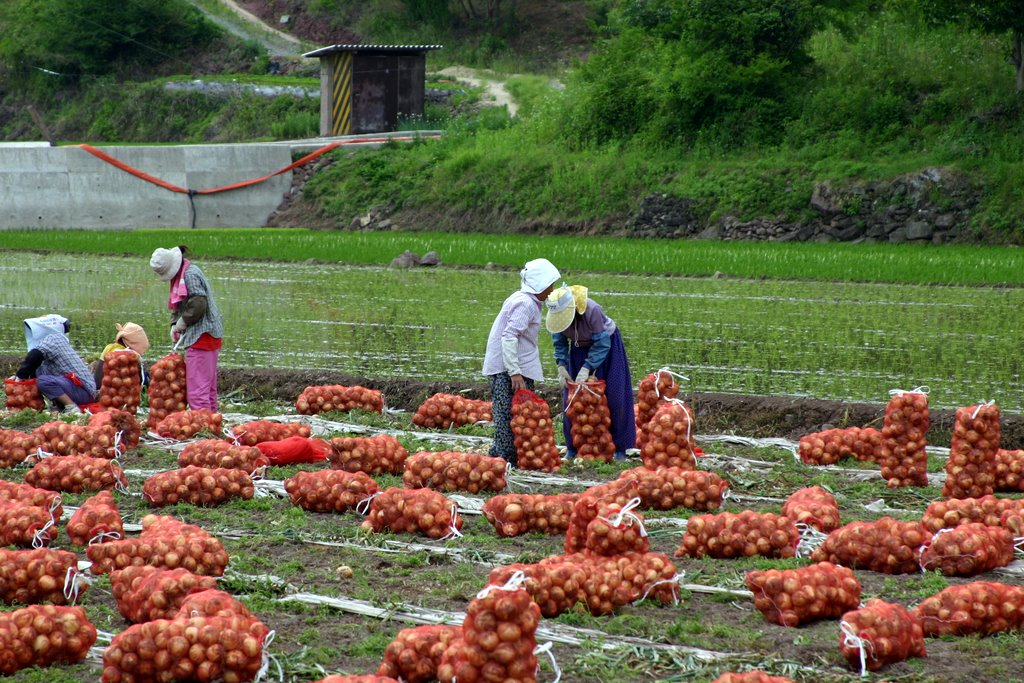
Cebollas en Andong

- 5,1 millones de toneladas de arroz (el 15.º productor mundial);
- 3,3 millones de toneladas de verdura;
- 2,5 millones de toneladas de repollo (cuarto productor más grande del mundo, solo superado por China, India y Rusia);
- 1,5 millones de toneladas de cebolla (decimotercer productor mundial);
- 646 mil toneladas de mandarina;
- 553 mil toneladas de patata;
- 534 mil toneladas de sandía
- 333 mil toneladas de pepino;
- 331 mil toneladas de ajo;
- 321 mil toneladas de calabaza;
- 314 mil toneladas de batata;
- 230 mil toneladas de pimienta;
- 213 mil toneladas de fresa (séptimo productor mundial);
- 205 mil toneladas de melocotón;
- 203 mil toneladas de pera;
- 177 mil toneladas de uva;
- 167 mil toneladas de melón;

Además de pequeñas producciones de otros productos agrícolas.

### Ganadería

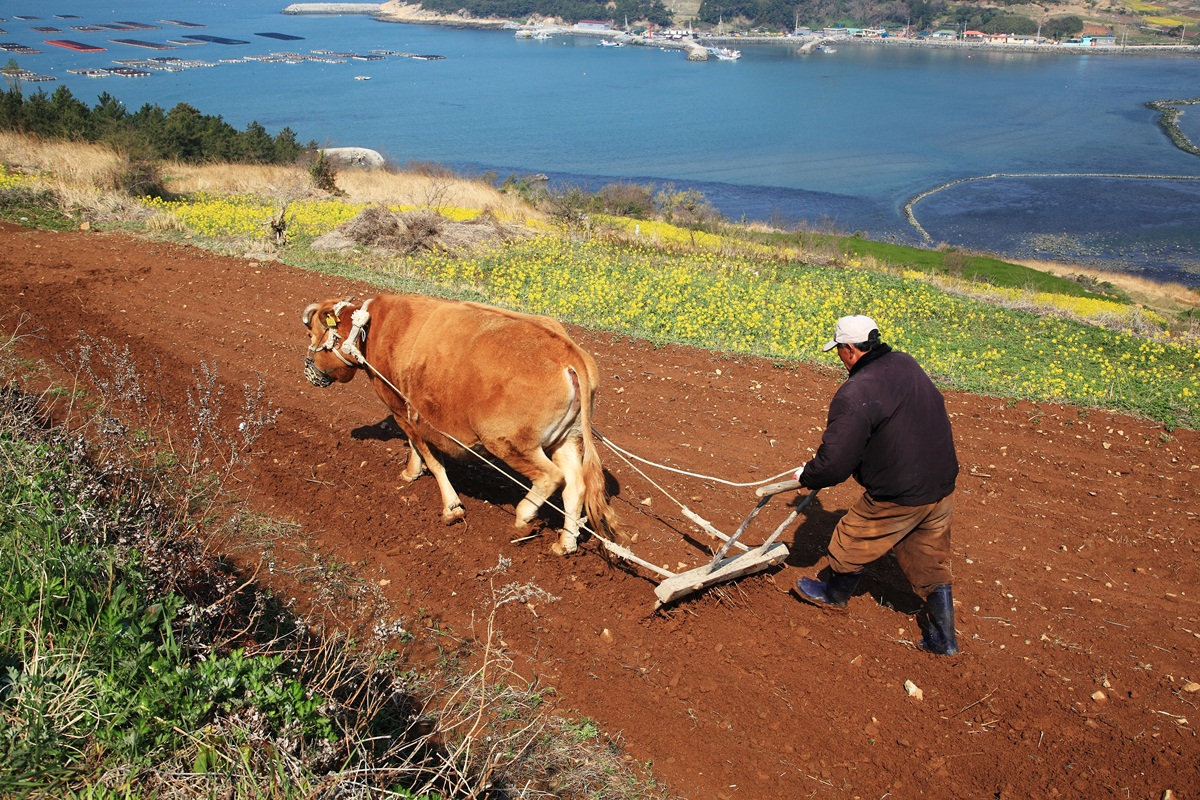
Ganado tipo Hanu en Corea del Sur

En ganadería, Corea del Sur fue, en 2019, el 16.º productor mundial de carne de cerdo, con una producción de 1,3 millones de toneladas; el 32.º productor mundial de carne de pollo, con una producción de 856 mil toneladas; el 14.º productor mundial de miel, con una producción de 29,5 mil toneladas; además de tener pequeñas producciones de carne de vacuno (256 mil toneladas), leche de vaca (1,8 mil millones de litros), entre otros.
Como país con un territorio pequeño y centrado en la producción industrial y tecnológica, Corea del Sur es, en general, un importante importador de alimentos, que necesita importar diversos productos agrícolas de otros países.

## Sector secundario

### Industria

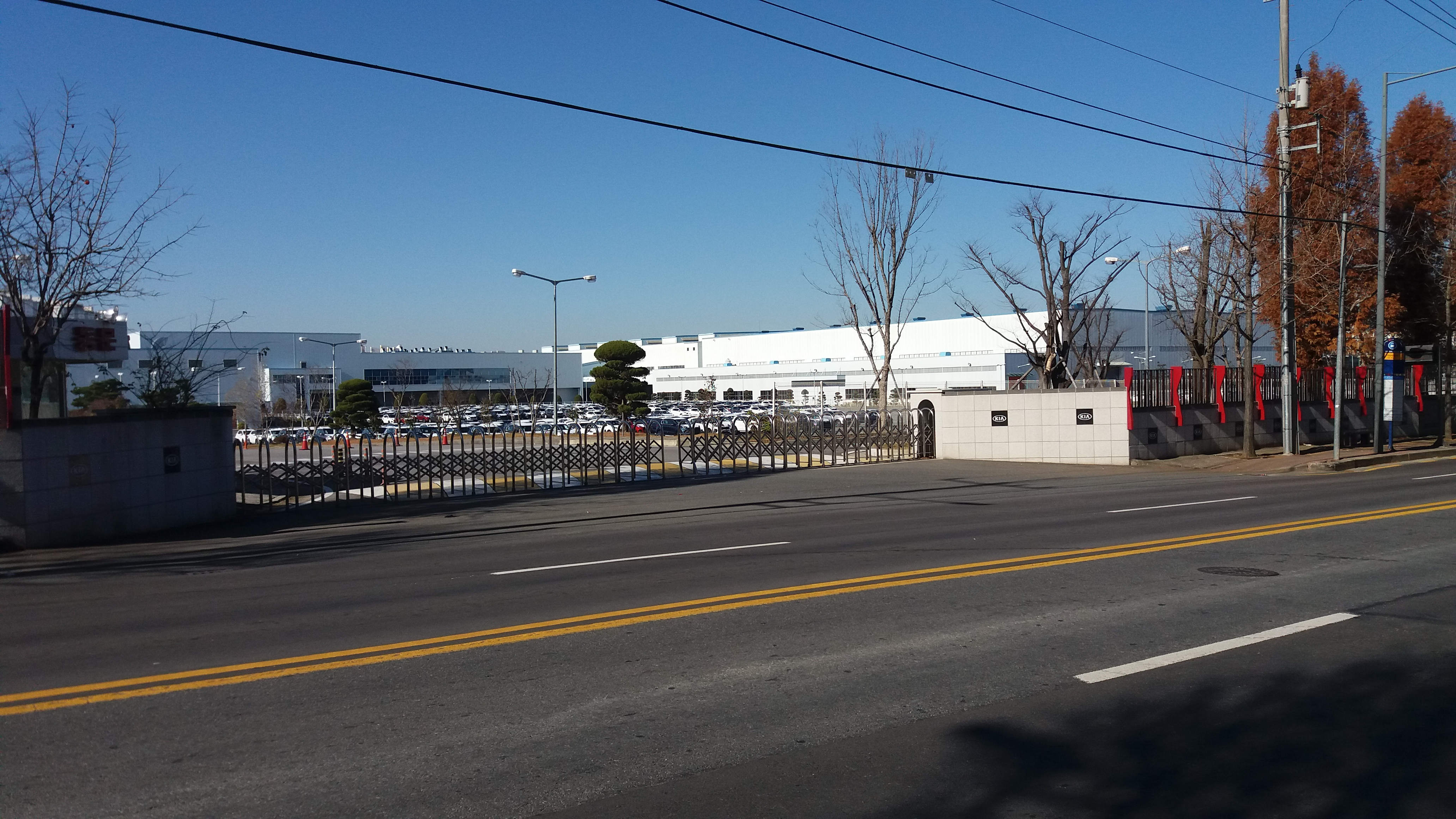
Fábrica de vehículos da Kia en Gwangju

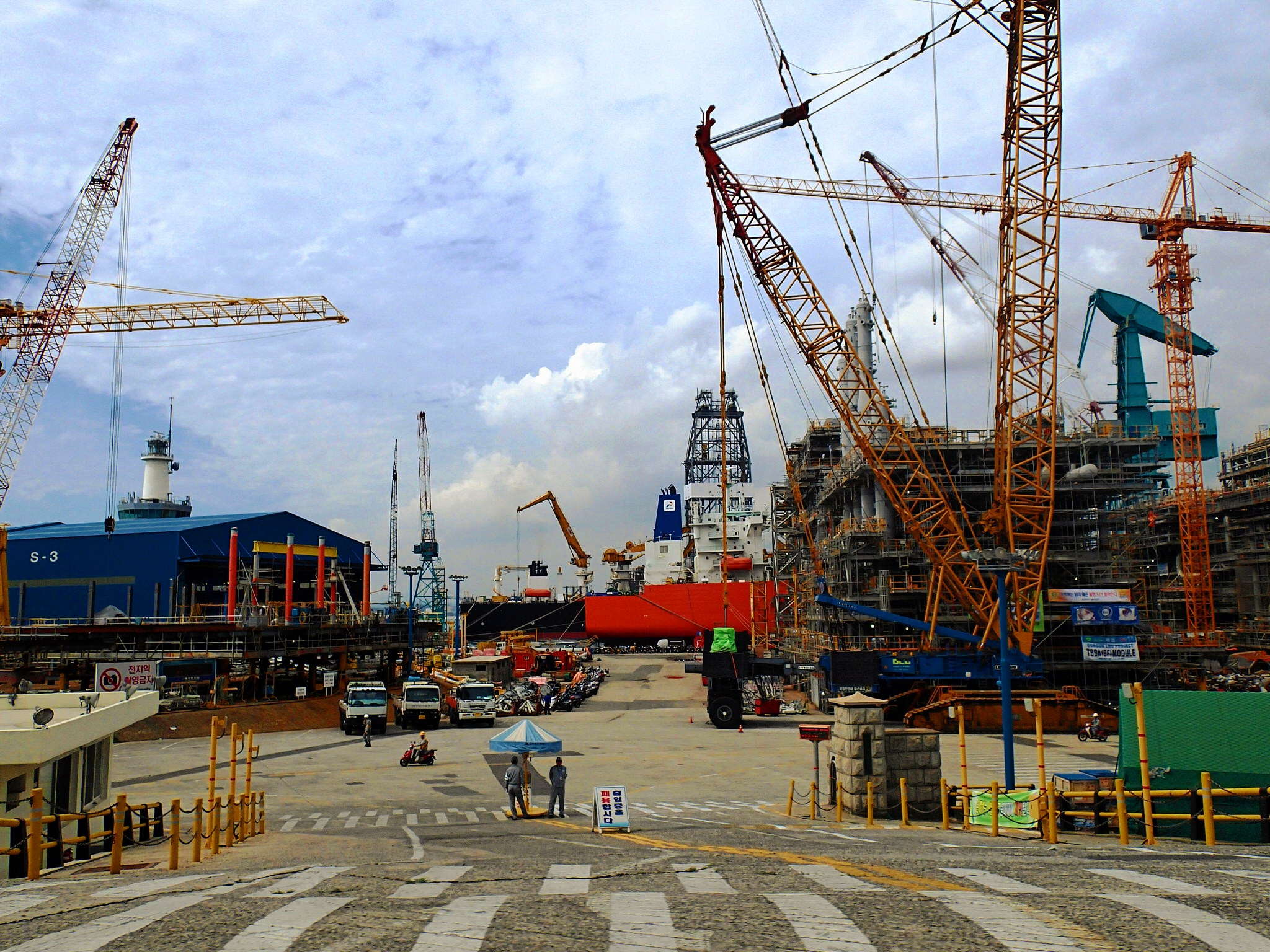
Construcción naval de Hyundai

El Banco Mundial enumera los principales países productores cada año, según el valor total de la producción. Según la lista de 2019, Corea del Sur tenía la quinta industria más valiosa del mundo ($ 416,9 mil millones).
En 2019, Corea del Sur fue el séptimo mayor productor de  vehículos en el mundo (3,9 millones) y el sexto mayor productor de acero (71,4 millones de toneladas).
El país posee un elevado producto interno bruto per cápita (20.015 aprox. dólares) gracias a su sector industrial, que genera el 40,4 % del PIB. Durante los años 60 y 70, el país experimentó un fuerte avance industrial —textil, siderúrgico, naval (segunda potencia mundial), automovilístico, químico y electrónico— y un interés creciente por potenciar el desarrollo tecnológico. La inversión extranjera acudió alentada por facilidades fiscales, crediticias y laborales, y empresas coreanas como Samsung, LG, Hyundai y Kia se han transformado en multinacionales.

### Minería y energía

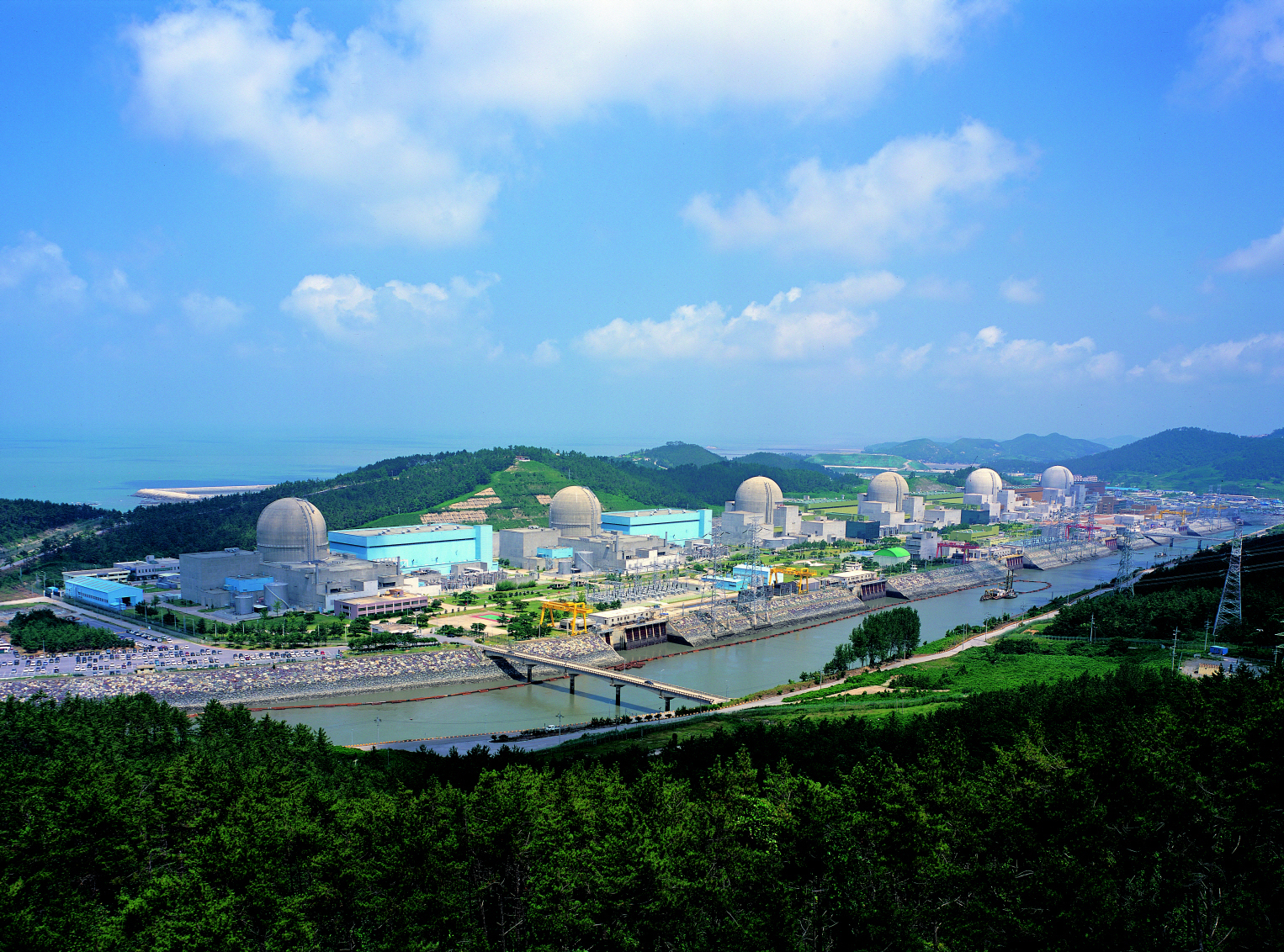
Plantas de energía atómica en Corea del Sur

En energías no renovables, en 2020, el país no produjo petróleo. En 2019, el país consumió 2,7 millones de barriles / día (el séptimo consumidor más grande del mundo). El país fue el quinto mayor importador de petróleo del mundo en 2016 (2,9 millones de barriles / día). En 2015, Corea del Sur fue el 77.º productor mundial de gas natural, con una producción casi nula. El país fue el quinto mayor importador mundial de gas natural en 2018: 51,8 mil millones de m³ por año. En la producción de carbón, el país fue el 39.º más grande del mundo en 2018: 1,7 millones de toneladas. Fue el cuarto mayor importador de carbón del mundo en 2018: 149 millones de toneladas. Corea del Sur es también el sexto país con más  plantas atómicas en su territorio: en 2019 había 24 plantas, con una potencia instalada de 23,1 GW.
En energía renovable, en 2020, Corea del Sur fue el trigésimo productor de energía eólica del mundo, con 1,6 GW de potencia instalada, y el noveno productor de energía solar del mundo, con 14,5 GW de potencia instalada.
En minería, en 2019, Corea del Sur fue el tercer productor mundial de bismuto, el cuarto productor mundial de renio, y el Décimo productor más grande de azufre.

## Sector terciario

### Turismo
En 2018, Corea del Sur fue el 27.º país más visitado del mundo, con 15,3 millones de turistas internacionales. Los ingresos por turismo este año fueron de $ 15,3 mil millones.
El sector de servicios, con importantes ingresos turísticos, resulta fundamental: supone el 56,3 % aprox del PPA. Alrededor de un 85 % del comercio exterior corresponde a productos manufacturados —calzado, tabaco y alimentación—. Tras la depresión debida a la crisis financiera de 1997, se mantuvo en 2002 a un crecimiento del 6,1 % gracias a la industria manufacturera. Las exportaciones progresaron sobre todo por el empuje de la industria electrónica. El desempleo bajó al 3 %.

## Indicadores económicos

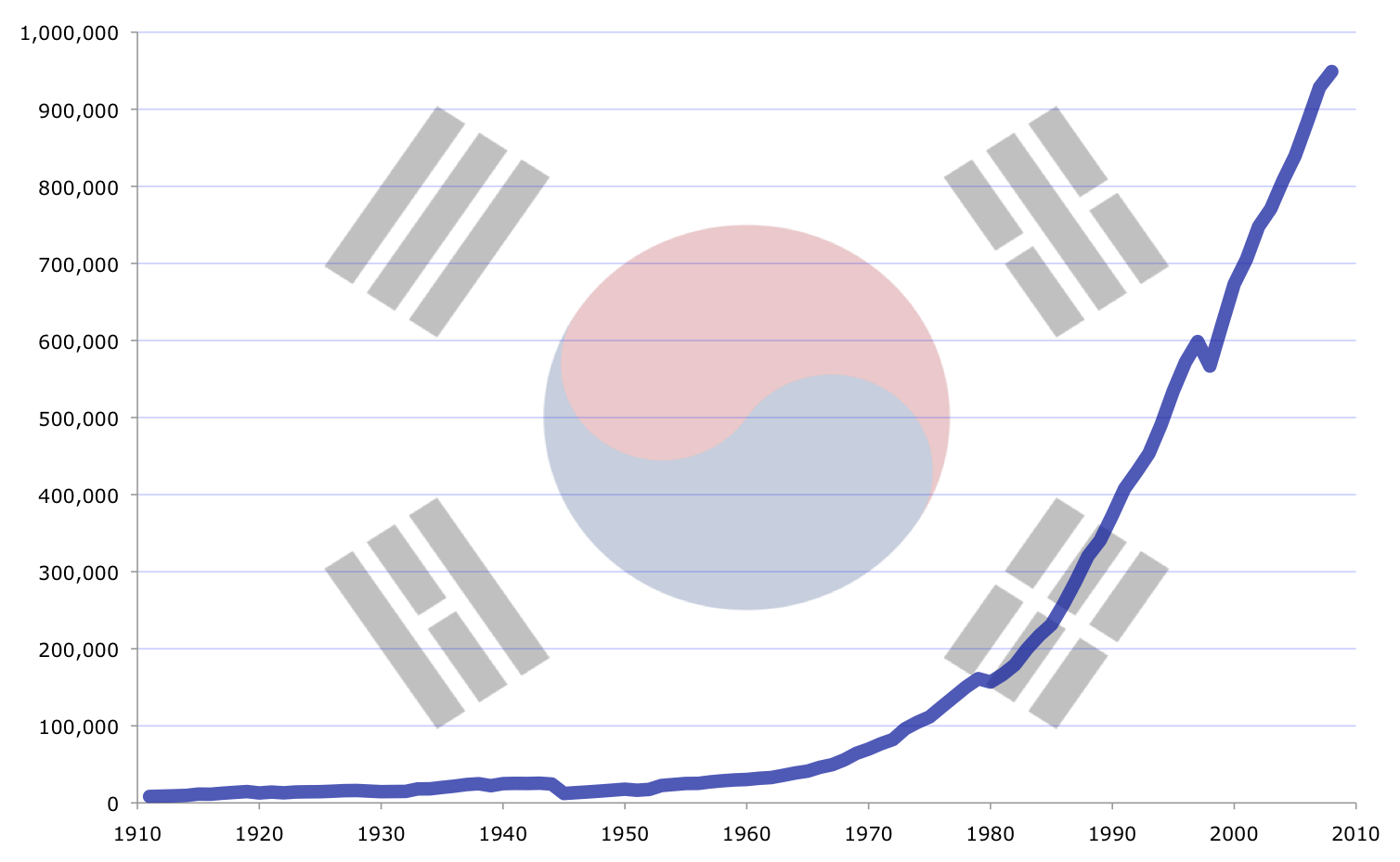
Crecimiento del PIB de Corea del Sur (cifras en miles de millones de dólares).

- PIB PPA (2008): 1.358.037 millones de $ USA.[32]
- PIB Nominal: 929.123 millones de $ USA.[33]
- PIB - Per cápita PPA(2008): 27,939 $ USA.[34]
- PIB - Per cápita Nominal(2008): 19.114 $ USA.[34]
- Inflación media anual: 2,5 %.
- Deuda externa aprox. (2007): 342,8 miles de millones de $ USA.
- Importación|Importaciones (2007): 356,8 miles de millones de $ USA.

- Principales países proveedores: China, Japón y Estados Unidos.
- Principales productos de importación: Manufacturas, Maquinaria eléctrica, electrónica y mecánica, y petróleo.

- Exportación|Exportaciones (2007): 371,0 billones de $ USA.

- Principales países clientes: China, Estados Unidos y Japón.
- Principales productos de exportación: electrónica|Productos electrónicos, maquinaria y vehículos.

Estructura del PIB en 2007:
Distribución por sectores económicos del PIB total:
Agricultura: 3 %.
Industria: 39,4 %.
Servicios: 57,6 %.
- Tasa de desempleo (2007): 3,2 %.
- Población por debajo del nivel de pobreza (2008): 15 %.

- (N.D.): No disponible.

## Corea del Sur en el contexto internacional

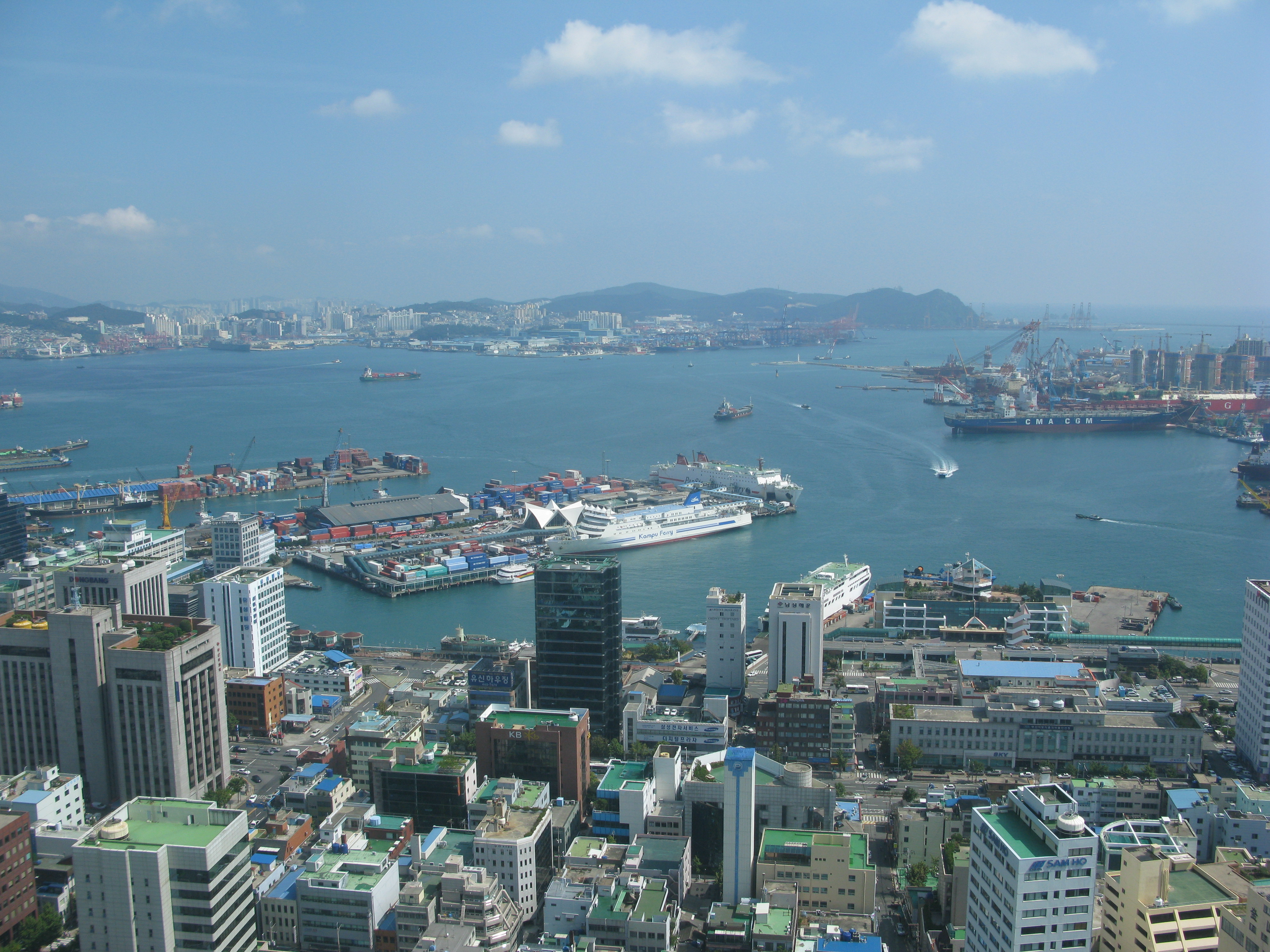
Vista del puerto de Busan

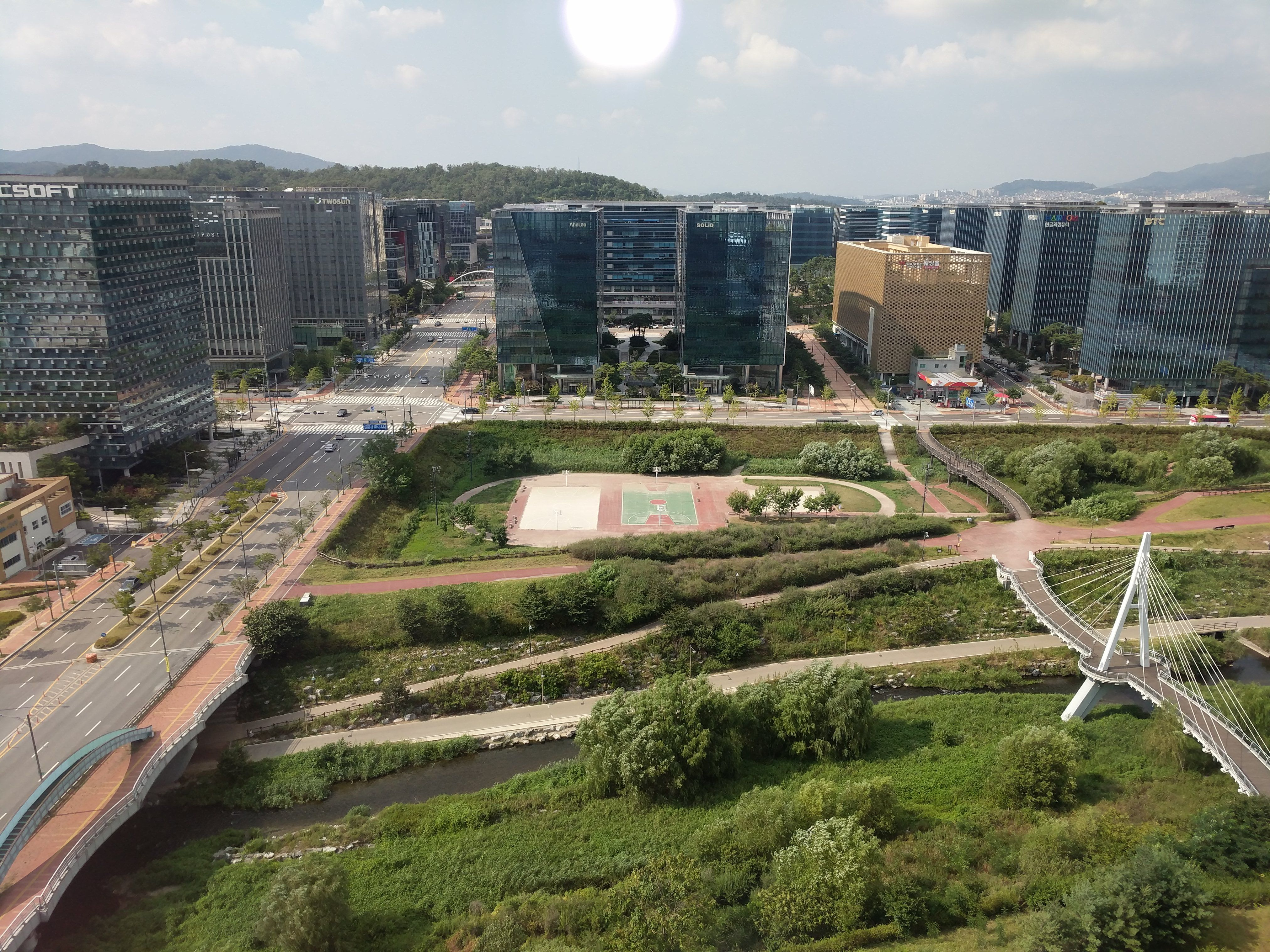
Pangyo Techno Valley en Gyeonggi, considerado el Silicon Valley de Corea del Sur

| Indicador                               | Valor                                                 | Posición en el mundo                                                         | Incremento                                                                          |
| --------------------------------------- | ----------------------------------------------------- | ---------------------------------------------------------------------------- | ----------------------------------------------------------------------------------- |
| Producto interior bruto (nominal)       | 888.024.203.264 $ Fuente: Banco Mundial (2006)        | Países más ricos del mundo por PIB Corea del Sur: puesto 13.º                | 511.657.541.632 $ en 2000 (incr: 73,6 %) Fuente: Evolución entre 1960 y 2006        |
| Superficie                              | 98.480 km² Fuente: Banco Mundial (2008)               | Países más extensos del mundo Corea del Sur: puesto 108.º                    | -                                                                                   |
| Población                               | 48.418.076 personas Fuente: Banco Mundial (2006)      | Países más poblados del mundo Corea del Sur: puesto 24.º                     | 47.008.112 personas en 2000 (incr: 3 %) Fuente: Evolución entre 1960 y 2006         |
| Emisiones de CO2                        | 9,676 toneladas Fuente: Banco Mundial (2004)          | Países con mayores emisiones de CO2 Corea del Sur: puesto 33.º               | 9,151 toneladas en 2000 (incr: 5,7 %) Fuente: Evolución entre 1960 y 2004           |
| Renta per cápita                        | 27.690 $ Fuente: Banco Mundial (2006)                 | Países con mayor Renta Per Cápita Corea del Sur: puesto 31.º                 | 9.800 $ en 2000 (incr: 80,5 %) Fuente: Evolución entre 1962 y 2006                  |
| Tasa de natalidad                       | 1,13 personas Fuente: Banco Mundial (2006)            | Países con mayor natalidad (niños por mujer) Corea del Sur: puesto 185.º     | 1,47 personas en 2000 (incr: −23,1 %) Fuente: Evolución entre 1960 y 2006           |
| % usuarios Internet                     | 70,47 % Fuente: Banco Mundial (2006)                  | Países con mayor tasa de usuarios de Internet Corea del Sur: puesto 7.º      | 40,5 % en 2000 (incr: 74 %) Fuente: Evolución entre 1990 y 2006                     |
| Promedio de días para crear una empresa | 17 días Fuente: Banco Mundial (2007)                  | Países más rápidos para montar una empresa Corea del Sur: puesto 133.º       | 22 días en 2003 (incr: −22,7 %) Fuente: Evolución entre 2003 y 2007                 |
| Consumo de energía por habitante        | 4.426,44 kilogramos Fuente: Banco Mundial (2005)      | Países con mayor consumo de energía por habitante Corea del Sur: puesto 23.º | 4.045 kilogramos en 2000 (incr: 9,4 %) Fuente: Evolución entre 1971 y 2005          |
| Terreno dedicado a agricultura          | 19,05 % Fuente: Banco Mundial (2005)                  | Países con más terreno dedicado a la agricultura Corea del Sur: puesto 157.º | 19,98 % en 2000 (incr: −4,7 %) Fuente: Evolución entre 1961 y 2005                  |
| Potencia eléctrica consumida            | 7.778,62 kilowatios-hora Fuente: Banco Mundial (2005) | Países con más potencia eléctrica consumida Corea del Sur: puesto 20.º       | 5.264,03 kilovatios-hora en 2000 (incr: 47,8 %) Fuente: Evolución entre 1971 y 2005 |
| Superficie forestal                     | 62.650 km² Fuente: Banco Mundial (2005)               | Países con mayor superficie forestal Corea del Sur: puesto 68.º              | 63.000 km² en 2000 (incr: −0,6 %) Fuente: Evolución entre 1990 y 2005               |
| Carreteras pavimentadas                 | 86,76 % Fuente: Banco Mundial (2004)                  | Países con más carreteras pavimentadas Corea del Sur: puesto 40.º            | 74,5 % en 2000 (incr: 16,5 %) Fuente: Evolución entre 1990 y 2004                   |

## Comercio exterior

### Importaciones
Se presentan a continuación las mercancías de mayor peso en las importaciones de Corea del Sur para el período 2010-hasta julio de 2015. Las cifras están expresadas en dólares estadounidenses valor FOB.

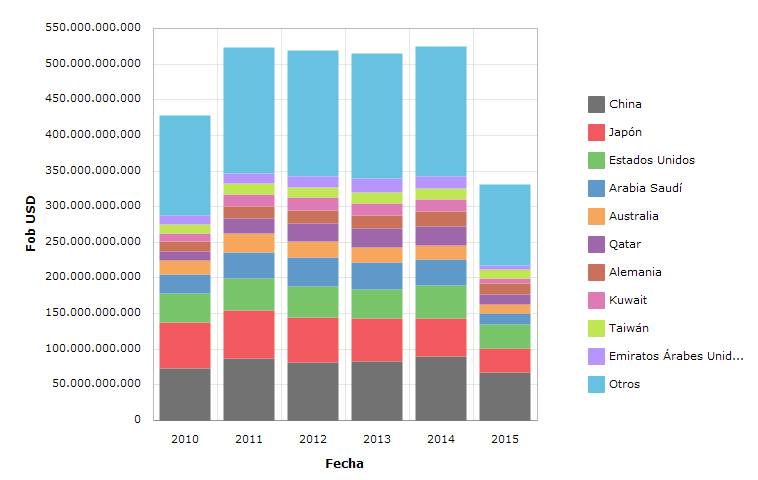
Importaciones de Corea del Sur del periodo 2010-hasta agosto de 2015 expresadas en USD valor FOB. [http://trade.nosis.com/es/Comex/Importacion-Exportacion/Corea-del-Sur/Todas-las-posiciones-arancelarias/KR/00 Fuente

| Fecha Mercadería por capítulo arancelario | 2010            | 2011            | 2012            | 2013            | 2014            | enero-julio de 2015 |
| --- | --------------- | --------------- | --------------- | --------------- | --------------- | ------------------- |
| 27 - combustibles minerales, aceites minerales y productos de su destilación; materias bituminosas; ceras minerales                                                                                  | 122.492.265.000 | 173.176.967.000 | 186.151.887.000 | 179.722.973.000 | 175.610.749.000 | 58.521.653.000      |
| 85 - máquinas, aparatos y material eléctrico, y sus partes | 63.821.389.000  | 69.729.563.000  | 66.830.012.000  | 72.362.247.000  | 75.057.428.000  | 49.377.563.000      |
| 84 - calderas, máquinas, aparatos y artefactos mecánicos; partes de estas máquinas o aparatos | 48.384.877.000  | 49.241.507.000  | 46.404.078.000  | 47.392.623.000  | 48.781.565.000  | 29.767.773.000      |
| 72 - fundición, hierro y acero | 24.936.948.000  | 28.514.158.000  | 23.842.271.000  | 20.329.467.000  | 21.923.684.000  | 10.057.397.000      |
| 90 - instrumentos y aparatos de óptica, fotografía o cinematografía, de medida, control o precisión; instrumentos y aparatos medicoquirurgicos; partes y accesorios de estos instrumentos o aparatos | 15.238.557.000  | 17.036.869.000  | 18.588.983.000  | 17.160.630.000  | 17.855.777.000  | 11.934.687.000      |
| 26 - minerales metalíferos, escorias y cenizas | 14.136.033.000  | 21.381.571.000  | 18.949.383.000  | 16.699.329.000  | 16.755.468.000  | 6.642.051.000       |
| 29 - productos químicos orgánicos | 12.419.672.000  | 14.938.462.000  | 14.352.137.000  | 14.401.378.000  | 14.291.431.000  | 8.031.760.000       |
| 87 - vehículos automóviles, tractores, velocípedos y demás vehículos terrestres, sus partes y accesorios                                                                                             | 7.892.697.000   | 9.170.178.000   | 9.349.784.000   | 10.522.531.000  | 13.311.682.000  | 13.586.684.000      |
| 39 - plásticos y sus manufacturas | 9.941.202.000   | 10.859.450.000  | 10.872.361.000  | 10.559.296.000  | 10.689.897.000  | 7.584.822.000       |
| 73 - manufacturas de fundición, hierro o acero | 6.803.125.000   | 7.408.293.000   | 7.807.050.000   | 8.494.650.000   | 8.899.316.000   | 5.282.499.000       |
| Demás capítulos | 102.076.428.000 | 122.375.269.000 | 116.221.816.000 | 116.769.109.000 | 122.021.709.000 | 68.662.589.000      |
| Total | 428.143.193.000 | 523.832.287.000 | 519.369.762.000 | 514.414.233.000 | 525.198.706.000 | 269.449.478.000     |

### Exportaciones
Se presentan a continuación los principales socios comerciales de Corea del Sur para el periodo 2010-hasta julio de 2015. La mayoría de sus importadores están concentrados en Asia salvo Estados Unidos. Las cifras expresadas son en dólares estadounidenses valor FOB.

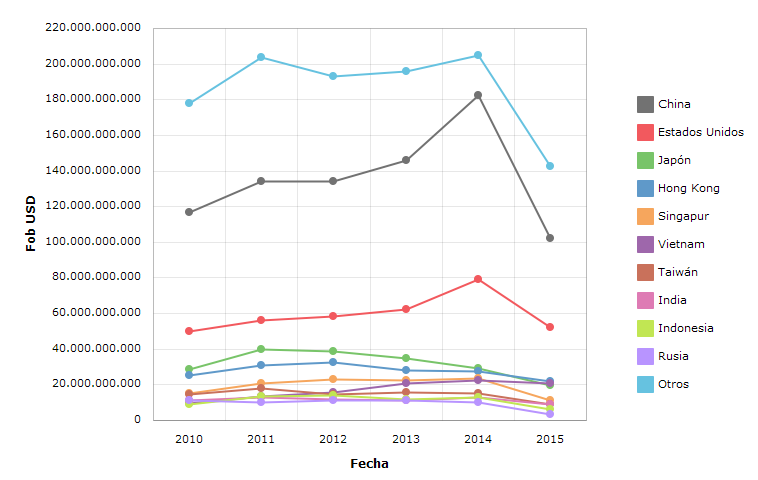
Exportaciones de Corea del Sur del periodo 2010-hasta septiembre de 2015 expresadas en USD valor FOB. [http://trade.nosis.com/es/Comex/Importacion-Exportacion/Corea-del-Sur/Todas-las-posiciones-arancelarias/KR/00 Fuente

| Fecha País importador | 2010            | 2011            | 2012            | 2013            | 2014            | enero-julio de 2015 |
| --------------------- | --------------- | --------------- | --------------- | --------------- | --------------- | ------------------- |
| China                 | 117.014.475.000 | 133.988.639.000 | 134.323.861.000 | 145.687.747.000 | 182.427.552.000 | 79.147.221.000      |
| Estados Unidos        | 49.923.468.000  | 56.260.813.000  | 58.531.457.000  | 62.019.910.000  | 79.031.215.000  | 41.866.098.000      |
| Japón                 | 28.430.103.000  | 39.795.401.000  | 38.836.127.000  | 34.792.254.000  | 29.447.756.000  | 15.497.011.000      |
| Hong Kong             | 25.296.900.000  | 30.975.950.000  | 32.605.207.000  | 27.793.640.000  | 27.255.932.000  | 16.893.563.000      |
| Singapur              | 15.248.293.000  | 20.839.400.000  | 22.870.614.000  | 22.388.853.000  | 23.679.611.000  | 8.631.962.000       |
| Vietnam               | 9.700.607.000   | 13.512.073.000  | 15.954.925.000  | 21.017.635.000  | 22.351.132.000  | 16.354.001.000      |
| Taiwán                | 14.832.969.000  | 18.180.714.000  | 14.800.475.000  | 15.668.177.000  | 15.066.835.000  | 7.308.376.000       |
| India                 | 11.430.979.000  | 12.630.030.000  | 11.909.683.000  | 11.378.409.000  | 12.735.652.000  | 6.966.167.000       |
| Indonesia             | 8.944.829.000   | 13.600.735.000  | 13.942.803.000  | 11.592.058.000  | 12.705.336.000  | 5.007.040.000       |
| Rusia                 | 11.343.715.000  | 10.319.369.000  | 11.094.393.000  | 11.155.618.000  | 10.115.632.000  | 2.777.091.000       |
| Resto del mundo       | 177.883.296.000 | 203.738.082.000 | 192.811.653.000 | 196.118.783.000 | 204.702.535.000 | 115.089.960.000     |
| Total                 | 470.049.634.000 | 553.841.206.000 | 547.681.198.000 | 559.613.084.000 | 619.519.188.000 | 315.538.490.000     |